# 1994-es magyarországi önkormányzati választás
Az 1994-es magyarországi önkormányzati választást 1994. december 11-én tartották meg; a magyarországi választópolgárok a helyhatósági közgyűlések összetételén kívül a polgármesterek személyéről is dönthettek, illetve a fővárosi szavazók egy főpolgármester-jelöltre is leadhatták a voksukat.

## Alapadatok
|                                     |         | Dunántúl  | Közép- Magyarország | Alföld és Észak |  | Összesen  |
| ----------------------------------- | ------- | --------- | ------------------- | --------------- |  | --------- |
| Kistelepülések 10 ezer lakóig       |         | 1 218 469 | 370 926             | 1 608 375       |  | 3 197 770 |
| Középvárosok 10 ezer lakótól        | 472 598 | 391 451   | 852 158             | 1 716 207       |  |           |
| Nagyvárosok megyei jogú v., főváros | 744 898 | 1 531 046 | 854 620             | 3 130 564       |  |           |
| Összesen                            |         | 2 435 965 | 2 293 423           | 3 315 153       |  | 8 044 541 |

## Részvétel
|                                                 | Választó- jogosult | Szavazó   | Részvétel |
| ----------------------------------------------- | ------------------ | --------- | --------- |
| Dunántúl 9 megye és 12 megyei jogú város        | 2 435 965          | 1 127 855 | 46,30%    |
| Közép-Magyarország Pest megye és Budapest       | 2 293 423          | 929 770   | 40,54%    |
| Alföld és Észak 9 megye és 10 megyei jogú város | 3 315 153          | 1 436 982 | 43,35%    |
| Összesen                                        | 8 044 541          | 3 494 607 | 43,44%    |

|                               | Választó- jogosult | Szavazó   | Részvétel |
| ----------------------------- | ------------------ | --------- | --------- |
| Kistelepülések 10 ezer lakóig | 3 197 770          | 1 737 911 | 54,35%    |
| Középvárosok 10 ezer lakótól  | 1 716 207          | 653 350   | 38,07%    |
| Megyei jogú városok           | 1 599 518          | 501 258   | 31,34%    |
| Budapest                      | 1 531 046          | 602 088   | 39,33%    |
| Összesen                      | 8 044 541          | 3 494 607 | 43,44%    |

|                                     |        | Dunántúl | Közép- Magyarország | Alföld és Észak |  | Összesen |
| ----------------------------------- | ------ | -------- | ------------------- | --------------- |  | -------- |
| Kistelepülések 10 ezer lakóig       |        | 57,12%   | 49,09%              | 53,46%          |  | 54,35%   |
| Középvárosok 10 ezer lakótól        | 39,81% | 37,20%   | 37,51%              | 38,07%          |  |          |
| Nagyvárosok megyei jogú v., főváros | 32,72% | 39,33%   | 30,14%              | 35,24%          |  |          |
| Összesen                            |        | 46,30%   | 40,54%              | 43,35%          |  | 43,44%   |

## Megyei közgyűlések

### Baranya megye
| Lista    | Lista             | Szavazat | Szavazat | Küszöb | Küszöb | Képviselő | Képviselő |
| Lista    | Lista             | Szavazat | Szavazat | kt     | kv     | Képviselő | Képviselő |
| -------- | ----------------- | -------- | -------- | ------ | ------ | --------- | --------- |
|          | MSZP              | 23 954   | 24,43%   | ✓      | ✓      | 11        | 27,5%     |
|          | FKGP-Polgári Kör  | 19 743   | 20,13%   | ✓      | ✓      | 8         | 20,0%     |
|          | SZDSZ             | 13 753   | 14,02%   | ✓      | ✓      | 7         | 17,5%     |
|          | MDF               | 7 081    | 7,22%    | ✓      | ✓      | 3         | 7,5%      |
|          | Fidesz            | 6 204    | 6,33%    | ✓      | ✓      | 3         | 7,5%      |
|          | KDNP              | 6 107    | 6,23%    | ✓      | ✓      | 3         | 7,5%      |
|          | Baranyáért Szöv.  | 6 223    | 6,35%    | ✓      | ✗      | 2         | 5,0%      |
|          | Munkáspárt        | 4 469    | 4,56%    | ✓      | ✓      | 1         | 2,5%      |
|          | Köztársaság P.    | 2 927    | 2,98%    | ✗      | ✓      | 1         | 2,5%      |
|          | Komlói Városszép. | 1 884    | 1,92%    |        | ✓      | 1         | 2,5%      |
|          | Lenau Egy.        | 1 249    | 1,27%    | ✗      |        | 0         |           |
|          | Teszöv            | 1 186    | 1,21%    | ✗      |        | 0         |           |
|          | Falugondnokok     | 1 154    | 1,18%    | ✗      |        | 0         |           |
|          | Parasztszöv.      | 1 077    | 1,10%    | ✗      |        | 0         |           |
|          | Nyugdíjas Kam.    | 1 059    | 1,08%    |        | ✓      | 0         |           |
| Összesen | Összesen          | 98 070   |          |        |        | 40        |           |

Baranyában a polgárok 54%-a vett részt a megyei közgyűlési választáson (106 ezer a 195 ezerből). A leadott szavazatok 7%-a volt érvénytelen.
Bár első helyen az MSZP listája végzett, a többséget a jobboldal és a liberálisok összefogása szerezte meg. Az FKGP-től induló, az MDF-en, a KDNP-en és a Fideszen át egészen az SZDSZ-ig tartó koalíció huszonnégy képviselője 60%-os megyeházi többséget jelentett. A szocialisták tizenegyfős csoportja a képviselők bő negyedét tette ki.
| FKGP-PK |   |   |   | SZDSZ |   |   |   |   | MSZP |
| 8       | 3 | 3 | 3 | 7     | 1 | 1 | 1 | 2 | 11   |

Az országos pártok közül bejutott még a Munkáspárt és a Köztársaság Párt is. (Utóbbinak ez egyedül itt Baranyában sikerült.) A megyei társadalmi szervezetek többsége viszont kimaradt, csak a Baranyáért Szövetség és a komlóiak városszépítő egyesülete jutott képviselői helyhez. Itt megjegyzendő, hogy a Nyugdíjasok Baranya Megyei Kamarája a középvárosi választókerületben 5,33%-os eredményével bőven átlépte bejutási küszöböt, ám a mandátumkiosztás sajátosságai miatt nem kerülhetett be a megyeházára.
Az alakuló ülésen (dec.21.) került sor a legfőbb megyei tisztviselők megválasztására. Az ötpárti koalíciós megállapodás értelmében a közgyűlés elnökévé az SZDSZ-es Werner Józsefet, míg alelnökökké Kurucsai Csabát az FKGP-Polgári Kör részéről, valamint Hargitai Jánost a KDNP részéről választották meg.

### Bács-Kiskun megye
| Lista    | Lista                     | Szavazat | Szavazat | Küszöb | Küszöb | Képviselő | Képviselő |
| Lista    | Lista                     | Szavazat | Szavazat | kt     | kv     | Képviselő | Képviselő |
| -------- | ------------------------- | -------- | -------- | ------ | ------ | --------- | --------- |
|          | MSZP                      | 38 997   | 27,48%   | ✓      | ✓      | 13        | 28,3%     |
|          | FKGP                      | 29 195   | 20,57%   | ✓      | ✓      | 10        | 21,7%     |
|          | SZDSZ                     | 19 869   | 14,00%   | ✓      | ✓      | 8         | 17,4%     |
|          | KDNP-MDF                  | 21 183   | 14,93%   | ✓      | ✓      | 7         | 15,2%     |
|          | Fidesz                    | 9 045    | 6,37%    | ✓      | ✓      | 3         | 6,5%      |
|          | Munkáspárt                | 5 736    | 4,04%    | ✓      | ✓      | 2         | 4,3%      |
|          | NOE                       | 5 687    | 4,01%    | ✓      | ✗      | 1         | 2,2%      |
|          | Városi PK                 | 3 606    | 2,54%    |        | ✓      | 1         | 2,2%      |
|          | Nyugdíjasok               | 2 906    | 2,05%    |        | ✓      | 1         | 2,2%      |
|          | Sportszövetségek          | 3 273    | 2,31%    | ✗      |        | 0         |           |
|          | Németek és Horvátok Szöv. | 2 415    | 1,70%    | ✗      |        | 0         |           |
| Összesen | Összesen                  | 141 912  |          |        |        | 46        |           |

Bács-Kiskun megyében a polgárok 44%-a vett részt a megyei közgyűlési választáson (153 ezer a 349 ezerből). A leadott szavazatok 7%-a volt érvénytelen.
A legtöbb szavazatot az MSZP listája kapta, második helyen az FKGP végzett. A választási rendszer sajátossága miatt fordulhatott elő, hogy az SZDSZ eggyel több képviselői helyhez juthatott, mint a KDNP és az MDF közös listája, pedig ez utóbbira összességében bő ezer szavazattal többet adtak le a választópolgárok. Bejutott a közgyűlésbe a Fidesz három és a Munkáspárt két képviselője, valamint három társadalmi szervezet egy-egy megbízottja is.
A választás utáni napokban tragikus autóbalesetben elhunyt a közgyűlés még hivatalban lévő elnöke, Kőtörő Miklós. Az eset miatt a közgyűlés alakuló ülése is elhalasztásra került.
A többséghez szükséges összefogás végül az MSZP, az FKGP és a Fidesz képviselőcsoportjai között jött létre. E három párt összesen 26 képviselővel bírt a 46 fős közgyűlésben. Ennek megfelelően az alakuló ülésen (jan.6.) a közgyűlés elnökévé Balogh Lászlót, az MSZP jelöltjét választották. A három alelnök közül pedig Szabó Imre és Ádám Pál az FKGP, a Bacsó Mihály pedig a Fidesz soraiból nyerte el megbízatását.

### Békés megye
| Lista    | Lista            | Szavazat | Szavazat | Küszöb | Küszöb | Képviselő | Képviselő |
| Lista    | Lista            | Szavazat | Szavazat | kt     | kv     | Képviselő | Képviselő |
| -------- | ---------------- | -------- | -------- | ------ | ------ | --------- | --------- |
|          | MSZP             | 35 555   | 32,46%   | ✓      | ✓      | 14        | 35,0%     |
|          | FKGP             | 21 963   | 20,05%   | ✓      | ✓      | 9         | 22,5%     |
|          | SZDSZ            | 16 287   | 14,87%   | ✓      | ✓      | 6         | 15,0%     |
|          | KDNP-MDF         | 10 639   | 9,71%    | ✓      | ✓      | 4         | 10,0%     |
|          | Munkáspárt       | 7 406    | 6,76%    | ✓      | ✓      | 3         | 7,5%      |
|          | Fidesz           | 5 992    | 5,47%    | ✓      | ✓      | 2         | 5,0%      |
|          | NOE              | 4 710    | 4,30%    | ✗      | ✓      | 1         | 2,5%      |
|          | Polgármesterek   | 3 907    | 3,57%    | ✓      |        | 1         | 2,5%      |
|          | Csanádapácai GK  | 1 301    | 1,19%    | ✗      |        | 0         |           |
|          | MSZDP            | 1 084    | 0,99%    | ✗      |        | 0         |           |
|          | Cigánylakosok E. | 675      | 0,62%    | ✗      |        | 0         |           |
| Összesen | Összesen         | 109 519  |          |        |        | 40        |           |

Békésben a polgárok 43%-a vett részt a megyei közgyűlési választáson (117 ezer a 271 ezerből). A leadott szavazatok 7%-a volt érvénytelen.
A legtöbb szavazatot – a voksok majd' egyharmadát – az MSZP listája kapta. Második helyen az FKGP végzett, az SZDSZ harmadik lett. A KDNP és az MDF közös listája tíz százaléknyi szavazatot kapott. Bejutott még a közgyűlésbe a Munkáspárt három, a Fidesz két, és két további szervezet egy-egy képviselője.
A többséghez szükséges összefogás körül kisebb vita alakult ki. Az egyik elképzelés szerint nagykoalíció megalakítására lett volna szükség, az MSZP, az FKGP és az SZDSZ összefogásával. Végül azonban épp a kormánypártok ellenállása miatt, a másik forgatókönyv valósult meg, és a kisgazdák kihagyásával, az MSZP és az SZDSZ koalíciója jött létre. Húsz képviselőjük pont a felét tette ki a negyven fős közgyűlésnek. Az alakuló ülésen (dec. 23.) elnökké az 1990 óta hivatalban lévő Simon Imrét választották meg, az MSZP soraiból. Egyedüli alelnökké pedig Pelcsinszki Boleszlávot, aki az SZDSZ középvárosi listavezetője volt.

### Borsod-Abaúj-Zemplén megye
| Lista    | Lista                      | Szavazat | Szavazat | Küszöb | Küszöb | Képviselő | Képviselő |
| Lista    | Lista                      | Szavazat | Szavazat | kt     | kv     | Képviselő | Képviselő |
| -------- | -------------------------- | -------- | -------- | ------ | ------ | --------- | --------- |
|          | MSZP                       | 70 426   | 32,17%   | ✓      | ✓      | 22        | 37,3%     |
|          | FKGP-MIÉP                  | 31 919   | 14,58%   | ✓      | ✓      | 10        | 16,9%     |
|          | SZDSZ                      | 22 753   | 10,39%   | ✓      | ✓      | 7         | 11,9%     |
|          | KDNP                       | 22 679   | 10,36%   | ✓      | ✓      | 7         | 11,9%     |
|          | Fidesz                     | 15 254   | 6,97%    | ✓      | ✓      | 4         | 6,8%      |
|          | Munkáspárt                 | 11 969   | 5,47%    | ✓      | ✓      | 3         | 5,1%      |
|          | MDF                        | 11 557   | 5,28%    | ✓      | ✓      | 3         | 5,1%      |
|          | Bányász Szöv.              | 10 284   | 4,70%    | ✓      | ✓      | 3         | 5,1%      |
|          | Pedagógusok                | 7 919    | 3,62%    | ✗      | ✗      | 0         |           |
|          | MMSZ-NOE-KINSZE-Családseg. | 6 190    | 2,83%    | ✗      |        | 0         |           |
|          | Agrárszövetség             | 5 355    | 2,45%    | ✗      | ✗      | 0         |           |
|          | Mezőkövesd KKE             | 2 108    | 0,96%    | ✗      |        | 0         |           |
|          | ORESZ                      | 488      | 0,22%    |        | ✗      | 0         |           |
| Összesen | Összesen                   | 218 901  |          |        |        | 59        |           |

Borsod-Abaúj-Zemplén megyében a polgárok 54%-a vett részt a megyei közgyűlési választáson (233 ezer a 435 ezerből). A leadott szavazatok 6%-a volt érvénytelen.
A szavazatok szűk harmadát az MSZP listája kapta. Második helyen az FKGP és a MIÉP közös listája végzett. Szinte ugyanannyi szavazatot kapott az SZDSZ és a KDNP, őket követte a Fidesz, a Munkáspárt és az MDF. Bejutott még a közgyűlésbe a bányásztelepülések és -vidékek szövetsége, amelynek a kistelepülési listáját Kupa Mihály vezette. Kimaradt viszont további öt szervezet, köztük az Agrárszövetség is.
A választás után politikai egyeztetésekbe kezdtek a pártok és körvonalazódni látszott egy MSZP-SZDSZ-KDNP-Fidesz koalíció. Azonban az alakuló ülésen (dec. 23.) mindez kútba esett. Az ülés elején parázs vita bontakozott ki az elnökválasztás lebonyolításáról, majd hosszú órák után végül az MSZP-s Szabó Györgyöt választották meg a közgyűlés élére. Alelnökökké Rádóné Gyárfás Ildikót és Hatvani Zoltánt választották, az MSZP illetve az SZDSZ soraiból. Ez azt is jelentette, hogy a többséget ez a két párt biztosította külső támogatással.

### Csongrád megye
| Lista    | Lista                  | Szavazat | Szavazat | Küszöb | Küszöb | Képviselő | Képviselő |
| Lista    | Lista                  | Szavazat | Szavazat | kt     | kv     | Képviselő | Képviselő |
| -------- | ---------------------- | -------- | -------- | ------ | ------ | --------- | --------- |
|          | MSZP                   | 19 466   | 28,21%   | ✓      | ✓      | 13        | 32,5%     |
|          | FKGP                   | 13 728   | 19,90%   | ✓      | ✓      | 9         | 22,5%     |
|          | SZDSZ                  | 7 516    | 10,89%   | ✓      | ✓      | 5         | 12,5%     |
|          | KDNP                   | 6 501    | 9,42%    | ✓      | ✓      | 4         | 10,0%     |
|          | MDF                    | 3 847    | 5,58%    | ✓      | ✓      | 3         | 7,5%      |
|          | Fidesz                 | 3 916    | 5,68%    | ✓      | ✗      | 2         | 5,0%      |
|          | Mórahalmi MVE          | 3 260    | 4,73%    | ✓      |        | 2         | 5,0%      |
|          | Munkáspárt             | 2 731    | 3,96%    | ✓      | ✗      | 1         | 2,5%      |
|          | Agrárszövetség         | 1 991    | 2,89%    | ✓      |        | 1         | 2,5%      |
|          | Polgári SZCSM          | 1 874    | 2,72%    | ✗      | ✗      | 0         |           |
|          | Orchidea ÉVE           | 1 165    | 1,69%    | ✗      | ✗      | 0         |           |
|          | Tiszaszigeti GK        | 1 055    | 1,53%    | ✗      |        | 0         |           |
|          | NYUP-KONZ-VÁLL-KÖZT    | 623      | 0,90%    |        | ✗      | 0         |           |
|          | Egyesült Kisgazda Párt | 544      | 0,79%    |        | ✗      | 0         |           |
|          | Pedagógusok Makó       | 438      | 0,63%    |        | ✗      | 0         |           |
|          | MIÉP                   | 338      | 0,49%    |        | ✗      | 0         |           |
| Összesen | Összesen               | 68 993   |          |        |        | 40        |           |

Csongrádban a polgárok 44%-a vett részt a megyei közgyűlési választáson (74 ezer a 168 ezerből). A leadott szavazatok 7%-a volt érvénytelen.
Meglehetősen sok, összesen tizenhat lista közül választhattak a Csongrád megyei polgárok. A legtöbb voksot az MSZP kapta, mögötte majd tíz százalékkal elmaradva következett az FKGP. Az SZDSZ harmadik, a KDNP negyedik helyen végzett. Az MDF – bár majd' hetven szavazattal kevesebb kapott – eggyel több képviselőt küldhetett a megyeházára, mint a Fidesz. Utóbbi ugyanis a középvárosi kerületben nem érte el a 4%-os küszöböt. Bejutott még a közgyűlésbe egy mórahalmi vállalkozói egyesület, a Munkáspárt és az Agrárszövetség is. Kimaradt viszont hét további – nagyobb részt helyi társadalmi – szervezet.
Az alakuló ülésen (jan. 6.) újraválasztották a hivatalban lévő elnököt, Lehmann Istvánt, aki az MSZP kistelepülési listájának éléről került be a közgyűlésbe. Megválasztottak még további három alelnököt: Ratkai Imrét az MSZP, Pászti Tóth Gyulát az SZDSZ és Sipos Ferencet a KDNP soraiból. E három pártnak összesen 22 képviselője volt a 40 fős közgyűlésben.

### Fejér megye
| Lista    | Lista                | Szavazat | Szavazat | Küszöb | Küszöb | Képviselő | Képviselő |
| Lista    | Lista                | Szavazat | Szavazat | kt     | kv     | Képviselő | Képviselő |
| -------- | -------------------- | -------- | -------- | ------ | ------ | --------- | --------- |
|          | MSZP                 | 31 445   | 34,06%   | ✓      | ✓      | 15        | 37,5%     |
|          | Fidesz-FKGP-KDNP-MDF | 26 886   | 29,13%   | ✓      | ✓      | 12        | 30,0%     |
|          | SZDSZ                | 16 937   | 18,35%   | ✓      | ✓      | 8         | 20,0%     |
|          | Munkáspárt           | 6 270    | 6,79%    | ✓      | ✗      | 3         | 7,5%      |
|          | Agrárszövetség       | 5 431    | 5,88%    | ✓      | ✓      | 2         | 5,0%      |
|          | Köztársaság P.       | 3 068    | 3,32%    | ✗      | ✗      | 0         |           |
|          | M. Németek Szöv.     | 1 560    | 1,69%    | ✗      |        | 0         |           |
|          | Sárbogárdi GK        | 536      | 0,58%    |        | ✓      | 0         |           |
|          | FMCFSZ-BRKÖÉSZ       | 176      | 0,19%    |        | ✗      | 0         |           |
| Összesen | Összesen             | 92 309   |          |        |        | 40        |           |

Fejér megyében a polgárok 51%-a vett részt a megyei közgyűlési választáson (100 ezer szavazó a 196 ezerből). A leadott szavazatok 8%-a volt érvénytelen.
Az MSZP a szavazatok bő harmadát szerezte meg, ezzel az első helyen végzett. Nem sokkal maradt el tőle a jobboldali pártok összefogása. Érdekesség, hogy az országosan még igen alacsony támogatottságú Fidesz vezette azt a közös listát, amelyen a jóval erősebb FKGP és a fiatal demokratákkal hasonló erőt képviselő KDNP és MDF szerepelt. Harmadik helyen az SZDSZ végzett. Bejutott még a közgyűlésbe a Munkáspárt és az Agrárszövetség is. Kimaradt viszont a Köztársaság Párt, a német, illetve a cigány nemzetiségi lista és sárbogárdiak gazdaköre. Utóbbi, bár a középvárosi választókerületben 4,69%-ot ért el és ezzel átlépte a választási küszöböt, a mandátumkiosztási rendszer miatt nem jutott képviselői helyhez.
Az alakuló ülésen (dec.22.) mind a két nagy politikai erő állított elnökjelöltet, végül az MSZP-s Szabó Gábor nyerte el a többség bizalmát (28 voksot a lehetséges 40-ből). Alelnökké viszont a jobboldal jelöltjét, a KDNP-s Berecz Botondot választották meg. Koalíciós megállapodás nem köttetett.

### Győr-Moson-Sopron megye
| A megyei közgyűlés elnöke Botos Gábor MDF |

| Horváth Lajos FKGP | Szakács Imre Fidesz |

| A megyei közgyűlés elnöke Botos Gábor MDF |

| Horváth Lajos FKGP | Szakács Imre Fidesz |

| Részvétel: 54%                 | Érvénytelen: 5,5% |
| 103 ezer szavazó a 191 ezerből | 5¾ ezer           |

| Részvételi adatok | Részvételi adatok  | Részvételi adatok | Részvételi adatok | Részvételi adatok | Részvételi adatok | Részvételi adatok |
|                   | Választó- jogosult | Szavazó           | Szavazó           | Érvényes szavazat | Érvénytelen       | Érvénytelen       |
| ----------------- | ------------------ | ----------------- | ----------------- | ----------------- | ----------------- | ----------------- |
| Kistelepülések    | 150 423            | 86 919            | 57,78%            | 81 660            | 5 259             | 6,05%             |
| Középvárosok      | 40 713             | 16 060            | 39,45%            | 15 620            | 440               | 2,74%             |
| Összesen          | 191 136            | 102 979           | 53,88%            | 97 280            | 5 699             | 5,53%             |

| Lista | Lista           | Szavazat | Szavazat | Küszöb kt kv | Képviselő | Képviselő | Szerep   |
| ----- | --------------- | -------- | -------- | ------------ | --------- | --------- | -------- |
|       | MSZP            | 23 670   | 24,33%   | ✓            | 10        | 24,4%     | ellenzék |
|       | FKGP            | 16 570   | 17,03%   | ✓ ∅          | 7         | 17,1%     | többség  |
|       | SZDSZ           | 14 047   | 14,44%   | ✓            | 7         | 17,1%     | ellenzék |
|       | Fidesz          | 8 628    | 8,87%    | ✓            | 4         | 9,8%      | többség  |
|       | KDNP            | 8 308    | 8,54%    | ✓ ∅          | 3         | 7,3%      | többség  |
|       | MDF             | 7 446    | 7,65%    | ✓ ∅          | 3         | 7,3%      | többség  |
|       | Nyugdíjas Szöv. | 7 377    | 7,58%    | 0✓           | 3         | 7,3%      | ellenzék |
|       | KDNP-MDF-FKGP   | 4 931    | 5,07%    | ∅ ✓          | 3         | 7,3%      | többség  |
|       | Mozgáskorl. E.  | 4 179    | 4,30%    | ✓ ✗          | 1         | 2,4%      | többség  |

| Be nem jutó listák (2 db) | Be nem jutó listák (2 db) | Be nem jutó listák (2 db) | Be nem jutó listák (2 db) | Be nem jutó listák (2 db) | Be nem jutó listák (2 db) | Be nem jutó listák (2 db) | Be nem jutó listák (2 db) |
| Lista                     | Lista                     | Szavazat                  | Szavazat                  | Küszöb kt kv              | Képviselő                 | Képviselő                 | Szerep                    |
| ------------------------- | ------------------------- | ------------------------- | ------------------------- | ------------------------- | ------------------------- | ------------------------- | ------------------------- |
|                           | Reflex KVE                | 1 095                     | 6,79%                     | ✗ ∅                       | 0                         |                           |                           |
|                           | Horvátok E.               | 6 270                     | 6,79%                     | ✗ ∅                       | 0                         |                           |                           |

### Hajdú-Bihar megye
| Lista    | Lista              | Szavazat | Szavazat | Küszöb | Küszöb | Képviselő | Képviselő |
| Lista    | Lista              | Szavazat | Szavazat | kt     | kv     | Képviselő | Képviselő |
| -------- | ------------------ | -------- | -------- | ------ | ------ | --------- | --------- |
|          | MSZP               | 32 042   | 32,73%   | ✓      | ✓      | 15        | 37,5%     |
|          | FKGP–MIÉP–MT–MÚT   | 17 660   | 18,04%   | ✓      | ✓      | 8         | 20,0%     |
|          | SZDSZ              | 9 868    | 10,08%   | ✓      | ✓      | 4         | 10,0%     |
|          | MDF                | 7 237    | 7,39%    | ✓      | ✓      | 3         | 7,5%      |
|          | Fidesz             | 6 521    | 6,66%    | ✓      | ✓      | 3         | 7,5%      |
|          | KDNP               | 6 041    | 6,17%    | ✓      | ✓      | 3         | 7,5%      |
|          | Tiszatér           | 3 544    | 3,62%    | ✓      | ✗      | 1         | 2,5%      |
|          | HBM Nyugdíjasok    | 2 993    | 3,06%    | ✓      | ✗      | 1         | 2,5%      |
|          | Munkáspárt         | 2 735    | 2,79%    | ✓      | ✗      | 1         | 2,5%      |
|          | Hajdúvárosok       | 2 200    | 2,25%    | ✗      | ✓      | 1         | 2,5%      |
|          | KISZÖV Ipar.       | 1 922    | 1,96%    | ✗      | ✗      | 0         |           |
|          | Bihari Egyesületek | 1 302    | 1,33%    | ✗      | ✗      | 0         |           |
|          | Kórusbarátok       | 995      | 1,02%    | ✗      |        | 0         |           |
|          | SU. Parasztkórus   | 927      | 0,95%    | ✗      |        | 0         |           |
|          | Romák OSZ          | 837      | 0,86%    | ✗      |        | 0         |           |
|          | HBM Sportszöv.     | 715      | 0,73%    |        | ✗      | 0         |           |
|          | BUSE               | 355      | 0,36%    |        | ✗      | 0         |           |
| Összesen | Összesen           | 97 894   |          |        |        | 40        |           |

Hajdú-Bihar megyében a polgárok 41%-a vett részt a megyei közgyűlési választáson (108 ezer a 261 ezerből). A leadott szavazatok 9%-a volt érvénytelen.
A hajdúságiak tizenhét lista közül választhattak, ezek közül tíz jutott be közgyűlésbe. A legtöbb szavazatot az MSZP listája kapta, második az FKGP és a MIÉP vezette közös lista lett. Őket követte az SZDSZ négy képviselővel. Három-három helyhez jutott az MDF, a Fidesz és a KDNP. Rajtuk kívül a megye asztalához ülhetett még a Munkáspárt, illetve három megyei szervezet egy-egy megbízottja. Kimaradt viszont hét további helyi szervezet.
Az alakuló ülésen (dec.28.) hosszan egyeztetések után választották meg a közgyűlés elnökévé Szilaj Pált, az MSZP jelöltjét. A megválasztás hátterében az MSZP, az SZDSZ és a KDNP közötti egyezség állt. Ennek megfelelően alelnökké Gali Ákost a KDNP részéről, illetve Fekete Lászlót az SZDSZ részéről választották meg. Egy héten belül a KDNP kihátrált a megállapodásból – ám az alelnöki tisztségben megmaradt a jelöltjük.

### Heves megye
| A megyei közgyűlés elnöke Jakab István MSZP |

| Semperger Tibor MSZP | ? |

| A megyei közgyűlés elnöke Jakab István MSZP |

| Semperger Tibor MSZP | ? |

| Részvétel: 51%                 | Érvénytelen: 6,2% |
| 111 ezer szavazó a 217 ezerből | 6¾ ezer           |

| Részvételi adatok | Részvételi adatok  | Részvételi adatok | Részvételi adatok | Részvételi adatok | Részvételi adatok | Részvételi adatok |
|                   | Választó- jogosult | Szavazó           | Szavazó           | Érvényes szavazat | Érvénytelen       | Érvénytelen       |
| ----------------- | ------------------ | ----------------- | ----------------- | ----------------- | ----------------- | ----------------- |
| Kistelepülések    | 160 899            | 90 346            | 56,15%            | 84 425            | 5 921             | 6,55%             |
| Középvárosok      | 55 604             | 20 380            | 36,65%            | 19 463            | 917               | 4,50%             |
| Összesen          | 216 503            | 110 726           | 51,14%            | 103 888           | 6 838             | 6,18%             |

| Lista | Lista            | Szavazat | Szavazat | Küszöb kt kv | Képviselő | Képviselő | Szerep  |
| ----- | ---------------- | -------- | -------- | ------------ | --------- | --------- | ------- |
|       | MSZP             | 33 395   | 32,15%   | ✓            | 15        | 37,5%     | többség |
|       | SZDSZ            | 14 414   | 13,87%   | ✓            | 6         | 15,0%     |         |
|       | KDNP             | 12 396   | 11,93%   | ✓            | 6         | 15,0%     |         |
|       | FKGP             | 13 332   | 12,83%   | ✓            | 5         | 12,5%     |         |
|       | Fidesz           | 7 374    | 7,10%    | 0✓           | 2         | 5,0%      |         |
|       | Munkáspárt       | 7 298    | 7,02%    | 0✓           | 2         | 5,0%      |         |
|       | Nyugdíjasok HMSZ | 7 192    | 6,92%    | ✓ ✗          | 2         | 5,0%      |         |
|       | MDF              | 5 546    | 5,34%    | 0✓           | 2         | 5,0%      |         |

| Be nem jutó listák (1 db) | Be nem jutó listák (1 db) | Be nem jutó listák (1 db) | Be nem jutó listák (1 db) | Be nem jutó listák (1 db) | Be nem jutó listák (1 db) | Be nem jutó listák (1 db) | Be nem jutó listák (1 db) |
| Lista                     | Lista                     | Szavazat                  | Szavazat                  | Küszöb kt kv              | Képviselő                 | Képviselő                 | Szerep                    |
| ------------------------- | ------------------------- | ------------------------- | ------------------------- | ------------------------- | ------------------------- | ------------------------- | ------------------------- |
|                           | Ipart.-MGE-Gazdak.        | 2 941                     | 2,83%                     | ✗ ✓                       | 0                         |                           |                           |

### Jász-Nagykun-Szolnok megye
| A megyei közgyűlés elnöke Iváncsik Imre MSZP |

| Búsi Lajos | Szabó József FKGP-KDNP-MDF | Herbály Imre MSZP |

| A megyei közgyűlés elnöke Iváncsik Imre MSZP |

| Búsi Lajos | Szabó József FKGP-KDNP-MDF | Herbály Imre MSZP |

| Részvétel: 46%                 | Érvénytelen: 8,2% |
| 125 ezer szavazó a 271 ezerből | 10¼ ezer          |

| Részvételi adatok | Részvételi adatok  | Részvételi adatok | Részvételi adatok | Részvételi adatok | Részvételi adatok | Részvételi adatok |
|                   | Választó- jogosult | Szavazó           | Szavazó           | Érvényes szavazat | Érvénytelen       | Érvénytelen       |
| ----------------- | ------------------ | ----------------- | ----------------- | ----------------- | ----------------- | ----------------- |
| Kistelepülések    | 149 317            | 76 102            | 50,97%            | 69 437            | 6 665             | 8,76%             |
| Középvárosok      | 122 082            | 48 705            | 39,90%            | 45 133            | 3 572             | 7,33%             |
| Összesen          | 271 399            | 124 807           | 45,99%            | 114 570           | 10 237            | 8,20%             |

| Lista | Lista             | Szavazat | Szavazat | Küszöb kt kv | Képviselő | Képviselő | Szerep   |
| ----- | ----------------- | -------- | -------- | ------------ | --------- | --------- | -------- |
|       | MSZP              | 36 164   | 31,56%   | ✓            | 14        | 35,0%     | többség  |
|       | FKGP-KDNP-MDF     | 28 890   | 25,22%   | ✓            | 11        | 27,5%     | többség  |
|       | SZDSZ             | 13 980   | 12,20%   | ✓            | 6         | 15,0%     | ellenzék |
|       | Fidesz            | 9 615    | 8,39%    | ✓            | 4         | 10,0%     | többség  |
|       | Települések Szöv. | 7 300    | 6,37%    | ✓ ✗          | 2         | 5,0%      | ellenzék |
|       | Munkáspárt        | 6 830    | 5,96%    | ✓            | 2         | 5,0%      | ellenzék |
|       | Pedagógusok SZ    | 1 963    | 1,71%    | ✗ ✓          | 1         | 2,5%      | ellenzék |

| Be nem jutó listák (7 db) | Be nem jutó listák (7 db) | Be nem jutó listák (7 db) | Be nem jutó listák (7 db) | Be nem jutó listák (7 db) | Be nem jutó listák (7 db) | Be nem jutó listák (7 db) | Be nem jutó listák (7 db) |
| Lista                     | Lista                     | Szavazat                  | Szavazat                  | Küszöb kt kv              | Képviselő                 | Képviselő                 | Szerep                    |
| ------------------------- | ------------------------- | ------------------------- | ------------------------- | ------------------------- | ------------------------- | ------------------------- | ------------------------- |
|                           | Népfőisk.-Népműv.         | 2 460                     | 2,15%                     | ✗                         | 0                         |                           |                           |
|                           | Sportszövetségek          | 2 014                     | 1,76%                     | ✗ ∅                       | 0                         |                           |                           |
|                           | Nyugdíjasok               | 1 791                     | 1,56%                     | ∅ ✗                       | 0                         |                           |                           |
|                           | Gazdakörök                | 1 313                     | 1,15%                     | ✗ ∅                       | 0                         |                           |                           |
|                           | Karcagi Ipart.            | 876                       | 0,76%                     | ∅ ✗                       | 0                         |                           |                           |
|                           | KISZÖV                    | 687                       | 0,60%                     | ∅ ✗                       | 0                         |                           |                           |
|                           | KKT                       | 687                       | 0,60%                     | ∅ ✗                       | 0                         |                           |                           |

### Komárom-Esztergom megye
| Lista    | Lista              | Szavazat | Szavazat | Küszöb | Küszöb | Képviselő | Képviselő |
| Lista    | Lista              | Szavazat | Szavazat | kt     | kv     | Képviselő | Képviselő |
| -------- | ------------------ | -------- | -------- | ------ | ------ | --------- | --------- |
|          | MSZP               | 27 469   | 33,29%   | ✓      | ✓      | 14        | 35,0%     |
|          | SZDSZ              | 14 095   | 17,08%   | ✓      | ✓      | 7         | 17,5%     |
|          | FKGP               | 12 798   | 15,51%   | ✓      | ✓      | 5         | 12,5%     |
|          | KDNP               | 7 582    | 9,19%    | ✓      | ✓      | 4         | 10,0%     |
|          | MDF                | 7 551    | 9,15%    | ✓      | ✓      | 4         | 10,0%     |
|          | Fidesz             | 7 082    | 8,58%    | ✓      | ✓      | 4         | 10,0%     |
|          | Csolnoki Német NKE | 2 901    | 3,52%    | ✓      |        | 1         | 2,5%      |
|          | Munkáspárt         | 1 836    | 2,23%    |        | ✓      | 1         | 2,5%      |
|          | Szlovák Szöv.      | 1 198    | 1,45%    |        | ✗      | 0         |           |
| Összesen | Összesen           | 82 512   |          |        |        | 40        |           |

Komárom-Esztergom megyében a polgárok 47%-a vett részt a megyei közgyűlési választáson (88 ezer szavazó a 186 ezerből). A leadott szavazatok 6%-a volt érvénytelen.
Az első helyen az MSZP végzett, a szavazatok egyharmadát szerezve meg. Az SZDSZ második, az FKGP harmadik lett. Négy-négy képviselői helyhez jutott a KDNP, az MDF és a Fidesz. Bejutott még a megyeházára a Munkáspárt és egy német nemzetiségi szervezet egy-egy megbízottja. Kimaradt viszont a szlovák nemzetiségi szövetség.
Az alakuló ülésen (dec.22.) az MSZP a hivatalban lévő Kovács Gy. Zoltánt jelölte újra az elnöki posztra. A negyven képviselő közül 37-en szavazták mellette. Koalíciós megállapodásra nem került sor. Egy bő hónappal később (jan.26.) az elnök javaslatára alelnökké választották Varga Győzőt az SZDSZ és Sunyovszki Károlyt a Fidesz soraiból.

### Nógrád megye
| A megyei közgyűlés elnöke Smitnya Sándor SZDSZ |

| ? | ? |

| A megyei közgyűlés elnöke Smitnya Sándor SZDSZ |

| ? | ? |

| Részvétel: 54%                | Érvénytelen: 6,2% |
| 76 ezer szavazó a 140 ezerből | 4¾ ezer           |

| Részvételi adatok | Részvételi adatok  | Részvételi adatok | Részvételi adatok | Részvételi adatok | Részvételi adatok | Részvételi adatok |
|                   | Választó- jogosult | Szavazó           | Szavazó           | Érvényes szavazat | Érvénytelen       | Érvénytelen       |
| ----------------- | ------------------ | ----------------- | ----------------- | ----------------- | ----------------- | ----------------- |
| Kistelepülések    | 105 973            | 62 997            | 59,45%            | 58 828            | 4 169             | 6,62%             |
| Középvárosok      | 34 176             | 12 535            | 36,68%            | 12 039            | 496               | 3,96%             |
| Összesen          | 140 149            | 75 532            | 53,89%            | 70 867            | 4 665             | 6,18%             |

| Lista | Lista         | Szavazat | Szavazat | Küszöb kt kv | Képviselő | Képviselő | Szerep   |
| ----- | ------------- | -------- | -------- | ------------ | --------- | --------- | -------- |
|       | MSZP          | 20 881   | 29,47%   | ✓            | 13        | 32,5%     | ellenzék |
|       | FKGP-KDNP-MDF | 18 871   | 26,63%   | ✓            | 11        | 27,5%     | többség  |
|       | SZDSZ         | 9 134    | 12,89%   | ✓            | 6         | 15,0%     | többség  |
|       | Munkáspárt    | 6 891    | 9,72%    | ✓            | 4         | 10,0%     | ellenzék |
|       | Fidesz        | 5 826    | 8,22%    | ✓            | 4         | 10,0%     | többség  |
|       | KÖSZ-TESZ     | 4 657    | 6,57%    | ✓ ∅ ✗        | 2         | 5,0%      | ellenzék |

| Be nem jutó listák (4 db) | Be nem jutó listák (4 db) | Be nem jutó listák (4 db) | Be nem jutó listák (4 db) | Be nem jutó listák (4 db) | Be nem jutó listák (4 db) | Be nem jutó listák (4 db) | Be nem jutó listák (4 db) |
| Lista                     | Lista                     | Szavazat                  | Szavazat                  | Küszöb kt kv              | Képviselő                 | Képviselő                 | Szerep                    |
| ------------------------- | ------------------------- | ------------------------- | ------------------------- | ------------------------- | ------------------------- | ------------------------- | ------------------------- |
|                           | TESZÖV-KMAK               | 2 155                     | 3,04%                     | ✗ ∅                       | 0                         |                           |                           |
|                           | MESZÖV                    | 1 513                     | 2,13%                     | ✗                         | 0                         |                           |                           |
|                           | Bátonyterenye BK          | 538                       | 0,76%                     | 0∅ ✗                      | 0                         |                           |                           |
|                           | MIÉP                      | 401                       | 0,57%                     | ∅ ✗                       | 0                         |                           |                           |

### Pest megye
| A megyei közgyűlés elnöke Schmidt Géza KÖSZ |

| Főállású alelnökök:               |                    |                        |                        |                       |                       |
| Rutkai Róbert FKGP                | Rutkai Róbert FKGP | Rutkai Róbert FKGP     | Manninger Gábor MDF    | Manninger Gábor MDF   | Manninger Gábor MDF   |
| Társadalmi megbízatású alelnökök: |                    |                        |                        |                       |                       |
| Péter Mihály KDNP                 | Péter Mihály KDNP  | Réti Miklós Tibor MIÉP | Réti Miklós Tibor MIÉP | Pogácsás Tibor Fidesz | Pogácsás Tibor Fidesz |

| A megyei közgyűlés elnöke Schmidt Géza KÖSZ |

| Főállású alelnökök:               |                    |                        |                        |                       |                       |
| Rutkai Róbert FKGP                | Rutkai Róbert FKGP | Rutkai Róbert FKGP     | Manninger Gábor MDF    | Manninger Gábor MDF   | Manninger Gábor MDF   |
| Társadalmi megbízatású alelnökök: |                    |                        |                        |                       |                       |
| Péter Mihály KDNP                 | Péter Mihály KDNP  | Réti Miklós Tibor MIÉP | Réti Miklós Tibor MIÉP | Pogácsás Tibor Fidesz | Pogácsás Tibor Fidesz |

| Részvétel: 43%                 | Érvénytelen: 6,5% |
| 328 ezer szavazó a 762 ezerből | 21½ ezer          |

| Részvételi adatok | Részvételi adatok  | Részvételi adatok | Részvételi adatok | Részvételi adatok | Részvételi adatok | Részvételi adatok |
|                   | Választó- jogosult | Szavazó           | Szavazó           | Érvényes szavazat | Érvénytelen       | Érvénytelen       |
| ----------------- | ------------------ | ----------------- | ----------------- | ----------------- | ----------------- | ----------------- |
| Kistelepülések    | 370 926            | 182 072           | 49,09%            | 169 294           | 12 778            | 7,02%             |
| Középvárosok      | 391 451            | 145 610           | 37,20%            | 136 936           | 8 674             | 5,96%             |
| Összesen          | 762 377            | 327 682           | 42,98%            | 306 230           | 21 452            | 6,55%             |

| Lista | Lista             | Szavazat | Szavazat | Küszöb kt kv | Képviselő | Képviselő | Szerep   |
| ----- | ----------------- | -------- | -------- | ------------ | --------- | --------- | -------- |
|       | MSZP              | 82 533   | 26,95%   | ✓            | 24        | 30,00%    | ellenzék |
|       | FKGP-MIÉP         | 52 670   | 17,20%   | ✓            | 14        | 17,50%    | többség  |
|       | SZDSZ             | 43 346   | 14,15%   | ✓            | 12        | 15,00%    | ellenzék |
|       | MDF               | 33 237   | 10,85%   | ✓            | 9         | 11,25%    | többség  |
|       | KDNP              | 29 544   | 9,65%    | ✓            | 8         | 10,00%    | többség  |
|       | Fidesz            | 24 950   | 8,15%    | ✓            | 7         | 8,75%     | többség  |
|       | Életet az éveknek | 14 767   | 4,82%    | ✓ ✗          | 3         | 3,75%     | ellenzék |
|       | KÖSZ              | 10 922   | 3,57%    | ✓ ∅          | 3         | 3,75%     | többség  |

| Be nem jutó listák (3 db) | Be nem jutó listák (3 db) | Be nem jutó listák (3 db) | Be nem jutó listák (3 db) | Be nem jutó listák (3 db) | Be nem jutó listák (3 db) | Be nem jutó listák (3 db) | Be nem jutó listák (3 db) |
| Lista                     | Lista                     | Szavazat                  | Szavazat                  | Küszöb kt kv              | Képviselő                 | Képviselő                 | Szerep                    |
| ------------------------- | ------------------------- | ------------------------- | ------------------------- | ------------------------- | ------------------------- | ------------------------- | ------------------------- |
|                           | Gazdakörök                | 5 017                     | 1,64%                     | ✗                         | 0                         |                           |                           |
|                           | Polgári Körök             | 4 787                     | 1,56%                     | ✗                         | 0                         |                           |                           |
|                           | Művelődési Köz.           | 4 457                     | 1,46%                     | ✗ ∅                       | 0                         |                           |                           |

### Somogy megye
| Lista    | Lista          | Szavazat | Szavazat | Küszöb | Küszöb | Képviselő | Képviselő |
| Lista    | Lista          | Szavazat | Szavazat | kt     | kv     | Képviselő | Képviselő |
| -------- | -------------- | -------- | -------- | ------ | ------ | --------- | --------- |
|          | MSZP           | 32 262   | 29,90%   | ✓      | ✓      | 14        | 35,0%     |
|          | Somogyért      | 24 856   | 23,04%   | ✓      | ✓      | 10        | 25,0%     |
|          | FKGP           | 18 157   | 16,83%   | ✓      | ✓      | 7         | 17,5%     |
|          | Fidesz         | 7 399    | 6,86%    | ✓      | ✓      | 3         | 7,5%      |
|          | SZDSZ          | 7 756    | 7,19%    | ✓      | ✓      | 2         | 5,0%      |
|          | KDNP           | 7 136    | 6,61%    | ✓      | ✓      | 2         | 5,0%      |
|          | MDF            | 5 541    | 5,14%    | ✓      | ✓      | 2         | 5,0%      |
|          | Munkáspárt     | 3 776    | 3,50%    | ✗      | ✗      | 0         |           |
|          | Tiszta Gyémánt | 1 198    | 1,45%    |        | ✗      | 0         |           |
| Összesen | Összesen       | 107 901  |          |        |        | 40        |           |

Somogyban a polgárok 53%-a vett részt a megyei közgyűlési választáson (113 ezer szavazó a 213 ezerből). A leadott szavazatok 5%-a volt érvénytelen.
A legtöbb szavazatot az MSZP listája kapta. Második helyen – az országban egyedülálló módon – egy néhány hónapos megyei szervezet, a Somogyért Egyesület végzett. Az egyesület első embere, Gyenesei István 1985 óta a megye vezetője is volt – előbb tanácselnökként, majd 1990 decemberétől a közgyűlés elnökeként. Harmadik helyre az FKGP listája futott be. Három képviselővel a Fidesz lett a negyedik legnagyobb erő a megyeházán, pedig néhány száz szavazattal kevesebbet kapott az SZDSZ listájánál. A liberálisok ugyanúgy két képviselői helyehez jutottak, mint a KDNP és az MDF. (Érdekesség, hogy e három párt mindegyike átlépte a 4%-os küszöböt a középvárosi kerületben, ám a mandátumkiosztás sajátosságai miatt ebben a választókerületben nem jutottak képviselői székhez.) Kimaradt a közgyűlésből a Munkáspárt és a Tiszta Gyémánt Somogyért Egyesület.
Az alakuló ülésen (dec.17.) a hivatalban lévő elnök, Gyenesei István, a Somogyért jelöltje és Kolber István, az MSZP jelöltje között dőlt el az elnökségért folytatott versengés. A szavazás eredményként, az MSZP-s jelölt 21, míg a volt elnök 19 voksot kapott. Az alelnöki posztokról azonban csak egy hónappal később, hosszas egyezkedések után döntöttek a képviselők. Összesen négy alelnököt választottak, közülük Gruber Attila főállásban láthatta el a feladatát, az MDF soraiból. Társadalmi megbízatással dolgozhatott Bálint Lehel a Somogyért, Kis-Bóli Tibor az FKGP és Kurdi Péter az SZDSZ jelöltjeként. Mindegyik jelölt legalább harminc támogatót tudhatott maga mögött a negyven fős képviselőtestüleből.

### Veszprém megye
| Lista    | Lista                  | Szavazat | Szavazat | Küszöb | Küszöb | Képviselő | Képviselő |
| Lista    | Lista                  | Szavazat | Szavazat | kt     | kv     | Képviselő | Képviselő |
| -------- | ---------------------- | -------- | -------- | ------ | ------ | --------- | --------- |
|          | MSZP                   | 32 485   | 27,06%   | ✓      | ✓      | 13        | 32,5%     |
|          | FKGP                   | 22 188   | 18,48%   | ✓      | ✓      | 8         | 20,0%     |
|          | SZDSZ                  | 16 444   | 13,70%   | ✓      | ✓      | 6         | 15,0%     |
|          | KDNP-Konz.-MDF-MT-NDSz | 16 083   | 13,40%   | ✓      | ✓      | 6         | 15,0%     |
|          | Fidesz                 | 14 224   | 11,85%   | ✓      | ✓      | 6         | 15,0%     |
|          | Balatoni Szöv.         | 4 793    | 3,99%    | ✓      | ✗      | 1         | 2,5%      |
|          | Munkáspárt             | 3 789    | 3,16%    | ✗      | ✗      | 0         |           |
|          | Egészségügyi DDSZ      | 3 425    | 2,85%    | ✗      | ✗      | 0         |           |
|          | Bakonyi Önk.Szöv.      | 3 030    | 2,52%    | ✗      |        | 0         |           |
|          | VM Vadászszöv.         | 2 484    | 2,07%    | ✗      | ✗      | 0         |           |
|          | NOE                    | 1 093    | 0,91%    |        | ✗      | 0         |           |
| Összesen | Összesen               | 120 038  |          |        |        | 40        |           |

Veszprém megyében a polgárok 52%-a vett részt a megyei közgyűlési választáson (126 ezer szavazó a 244 ezerből). A leadott szavazatok 5%-a volt érvénytelen.

## Áttekintés
| Jelmagyarázat | Jelmagyarázat | Jelmagyarázat | Jelmagyarázat | Jelmagyarázat | Jelmagyarázat | Jelmagyarázat |
| ------------- | ------------- | ------------- | ------------- | ------------- | ------------- | ------------- |
| Helyezés      | 1.            | 2.            | 3.            | 4.            | 5.            | 6.-           |

| Közgyűlés létszáma                | Közgyűlés létszáma              | 40            | 46            | 40            | 59            | 40         | 40                | 41                | 41                | 40                | 40                | 40              | 40        | 40        | 80        | 40  | 48  | 41            | 40            | 40            | 40            | 40            | 835      | 835 | 835 | 835 | 835   |     |     |
| Lista                             | Lista                           | BAR           | BKK           | BÉK           | BAZ           | CSO        | FEJ               | GYS               | GYS               | HJB               | HEV               | JNS             | KME       | NÓG       | PES       | SOM | SZB | TOL           | VAS           | VES           | ZAL           | ZAL           | ∑        | ∑   | ∑   | ∑   | ∑     |     |     |
|                                   | MSZP                            | 11            | 13            | 14            | 22            | 13         | 15                | 10                | 10                | 15                | 15                | 14              | 14        | 13        | 24        | 14  | 14  | 13            | 12            | 13            | 12            | 12            | 271      | 271 | 271 | 271 | 271   | 271 | 271 |
|                                   |                                 |               |               |               |               |            |                   |                   |                   |                   |                   |                 |           |           |           |     |     |               |               |               |               |               |          |     |     |     |       |     |     |
|                                   |                                 |               |               |               | 10            |            |                   |                   |                   | 8                 |                   |                 |           |           | 14        |     |     | 7             |               |               |               |               | 39 75    |     |     |     | 3 4 9 |     |     |
|                                   | FKGP                            | 8             | 10            | 9             | 10            | 9          | 12                | 7                 | 3                 | 8                 | 5                 | 11              | 5         | 11        | 14        | 7   | 13  | 7             | 7             | 8             | 15            | 1             | 39 75    | 1   | 38  | 27  | 3 4 9 |     |     |
|                                   | KDNP                            | 3             | 7             | 4             | 7             | 4          | 12                | 3                 | 3                 | 3                 | 6                 | 11              | 4         | 11        | 8         | 2   | 13  | 5             | 7             | 6             | 15            | 1             | 52 17 39 | 1   | 38  | 27  | 3 4 9 |     |     |
|                                   | MDF                             | 3             | 7             | 4             | 3             | 3          | 12                | 3                 | 3                 | 3                 | 2                 | 11              | 4         | 11        | 9         | 2   | 13  | 4             | 3             | 6             | 15            | 1             | 52 17 39 | 1   | 38  | 27  | 3 4 9 |     |     |
|                                   | Fidesz                          | 3             | 3             | 2             | 4             | 2          | 12                | 4                 | 4                 | 3                 | 2                 | 4               | 4         | 4         | 7         | 3   | 3   | 3             | 3             | 6             | 15            | 1             | 60       | 1   |     | 27  | 3 4 9 |     |     |
|                                   |                                 |               |               |               |               |            |                   |                   |                   |                   |                   |                 |           |           |           |     |     |               |               |               |               |               |          |     |     |     |       |     |     |
|                                   | SZDSZ                           | 7             | 8             | 6             | 7             | 5          | 8                 | 7                 | 7                 | 4                 | 6                 | 6               | 7         | 6         | 12        | 2   | 6   | 5             | 8             | 6             | 7             | 7             | 123      | 123 | 123 | 123 | 123   |     |     |
|                                   | Munkáspárt                      | 1             | 2             | 3             | 3             | 1          | 3                 |                   |                   | 1                 | 2                 | 2               | 1         | 4         |           |     | 3   | 1             |               |               |               |               | 27       | 27  | 27  | 27  | 27    |     |     |
|                                   | Agrárszöv.                      |               |               |               |               | 1          | 2                 |                   |                   |                   |                   |                 |           |           |           |     |     | 3             |               |               | 2             | 2             | 8        | 8   | 8   | 8   | 8     |     |     |
|                                   | Balatoni Sz.                    |               |               |               |               |            |                   |                   |                   |                   |                   |                 |           |           |           |     |     |               |               | 1             | 2             | 2             | 3        | 3   | 3   | 3   | 3     |     |     |
|                                   | NOE                             |               | 1             | 1             |               |            |                   |                   |                   |                   |                   |                 |           |           |           |     |     |               |               |               |               |               | 2        | 2   | 2   | 2   | 2     |     |     |
|                                   | Köztárs. P.                     | 1             |               |               |               |            |                   |                   |                   |                   |                   |                 |           |           |           |     |     |               |               |               |               |               | 1        | 1   | 1   | 1   | 1     |     |     |
|                                   |                                 |               |               |               |               |            |                   |                   |                   |                   |                   |                 |           |           |           |     |     |               |               |               |               |               |          |     |     |     |       |     |     |
| Csak egy megyében induló listák   | Csak egy megyében induló listák | Bányász Szöv. | Bányász Szöv. | Bányász Szöv. | 3             |            |                   | 3                 | 3                 | Nyugdíjas Szöv.   | Nyugdíjas Szöv.   | Nyugdíjas Szöv. | Somogyért | Somogyért | Somogyért | 10  | 3   | MSZDP         | MSZDP         | MSZDP         | MSZDP         | MSZDP         | 51       | 51  | 51  | 51  | 51    |     |     |
| Csak egy megyében induló listák   | Csak egy megyében induló listák | 2             | Baranyáért    | Baranyáért    | Baranyáért    | Baranyáért | Települések Szöv. | Települések Szöv. | Települések Szöv. | Települések Szöv. | Települések Szöv. | 2               |           |           |           |     | 2   | Itt Élünk     | Itt Élünk     | Itt Élünk     | Itt Élünk     | Itt Élünk     | 51       | 51  | 51  | 51  | 51    |     |     |
| Csak egy megyében induló listák   | Csak egy megyében induló listák | Mórahalmi MVE | Mórahalmi MVE | Mórahalmi MVE | Mórahalmi MVE | 2          | KÖSZ–TESZ         | KÖSZ–TESZ         | KÖSZ–TESZ         | KÖSZ–TESZ         | KÖSZ–TESZ         | KÖSZ–TESZ       | KÖSZ–TESZ | 2         |           |     | 2   | Keresztény IE | Keresztény IE | Keresztény IE | Keresztény IE | Keresztény IE | 51       | 51  | 51  | 51  | 51    |     |     |
| Forrás: Országos Választási Iroda |                                 |               |               |               |               |            |                   |                   |                   |                   |                   |                 |           |           |           |     |     |               |               |               |               |               |          |     |     |     |       |     |     |